# Euscelus fenestratus
Euscelus fenestratus es una especie de coleóptero de la familia Attelabidae.

## Distribución geográfica
Habita en Costa Rica, Panamá y México.